# Potonico
Potonico é um distrito do departamento de Chalatenango, em El Salvador. Sua população estimada em 2007 era de 1 586 habitantes.